# Xiang Jiang (vattendrag i Kina, Guizhou)
Xiang Jiang är ett vattendrag i Kina. Det ligger i provinsen Guizhou, i den sydvästra delen av landet, omkring 97 kilometer nordost om provinshuvudstaden Guiyang.
Genomsnittlig årsnederbörd är 1 297 millimeter. Den regnigaste månaden är maj, med i genomsnitt 254 mm nederbörd, och den torraste är januari, med 23 mm nederbörd.